# Elena Congost Mohedano
Elena Congost Mohedano (née le 20 septembre 1987) est une athlète handisport espagnole, courant dans les catégories T12/B2. Née avec une déficience visuelle dégénérative, elle est enseignante et vit dans la région de Madrid. Elle a notamment participé aux Jeux paralympiques d'été de 2004, 2008, 2012 et 2016 et a remporté le marathon en 2016, se classant seconde au 1500 m en 2012.

## Enfance
Congost est née le 20 septembre 1987 à Barcelone,, avec une maladie oculaire héréditaire dégénérative,, une atrophie du nerf optique. Sa vue commence à se dégrader alors qu'elle est enfant. Elle débute l'athlétisme à l'école.
Lors des Castelldefels sports awards 2011, elle remporte le prix de la meilleure athlète handicapée. En 2013, elle reçoit la médaille d'argent Real Orden al Mérito Deportivo.
Depuis 2009, Congost est végane pour des raisons éthiques, environnementales et de santé. Elle attribue à ce mode de consommation l'amélioration significative de son anémie, de ses problèmes digestifs et d'autres maux.

## Carrière
Congost est une athlète dans la catégorie T12/B2. Elle est membre du ISS L'Hospitalet Atletisme, un club d'athlétisme situé à L'Hospitalet de Llobregat. Aux Championnats du monde handisport 2002 en France, Congost termine septième du saut en longueur F12. Elle finit également deux fois cinquième aux Championnats d'Europe d'athlétisme handisport 2003 sur le 100 m et le saut en longueur,. Aux Jeux mondiaux sportifs 2003 au Québec, elle remporte une médaille d'argent avec le relais 4 × 400 et se place 5e au saut en longueur.
Congost participe pour la première fois aux Jeux Olympiques lors des Jeux paralympiques d’été de 2004 et termine septième du 200 m. Aux Championnats du monde handipsport 2006, elle se classe cinquième du 800 m. Au 2007, elle remporte la médaille de bronze sur le 600 m au concours Atletes Discapacitats.
En 2008, Congost est affiliée à la région catalane pour les compétitions nationales. Avec un temps de 2 min 24 s 53, elle termine septième de la CT. España Clubes Primera División 2ª J. Titulo Mujeres MAN-TFE-TFE-DIP à Manresa. Avec un temps de 2 min 27 s 28, elle termine cinquième de la CT. España Clubes Primera División 1ª Jornada Mujeres ANT-MED-MAN-UOV à Burgos en 2008. Avec un temps de 2 min 27 s 75, elle finit cinquième de la CT. España Clubes Primera Division 3ª J. Titulo Mujeres MAP-MAN-TFE-UOV à Collado Villalba en 2008.
Elle participe aux Jeux paralympiques d'été de 2008, où elle termine sixième au 1 500 mètres et 6e de sa demi-finale lors du 800 m.
Aux Championnats du monde handisport 2011, elle rafle une médaille d'argent au 1 500 mètres T12,,. Aux Jeux mondiaux handisport 2011, à São Paulo, elle termine troisième du 800 m T12,. En 2012, elle reçoit une bourse d'études de 20 000 € du Programa ADO (es) avec une réserve de 3 000 €. Avant le début des Jeux à Londres, elle s’entraîne avec plusieurs autres athlètes espagnols malvoyants à Logroño.
Congost a 24 ans lorsqu'elle participe Jeux paralympiques d'été de 2012 où elle gagne l'argent sur le 1 500 m,,. Sa médaille d’argent est la première médaille d’argent accordée à une athlète féminine lors des Jeux de Londres,. En mai 2013, elle participe aux championnats nationaux espagnols, où elle rafle une médaille d'or au 1 500 mètres. En juillet, elle a participé aux Championnats du monde d'athlétisme IPC 2013.
Lors des Jeux paralympiques d'été de 2016 à Rio de Janeiro, elle remporte la première édition du marathon féminin en T12 avec un temps de 3 h 1 min 43 s. Malgré sa déficience visuelle, elle court sans guide.
Elle a d'abord terminé troisième du marathon T12 aux Jeux paralympiques d'été de 2024. Mais elle a été disqualifiée après avoir franchi la ligne, pour avoir momentanément relâché la longe reliée à son guide dans les derniers mètres de la course, afin d'aider son guide qui avait du mal à franchir la ligne d'arrivée.La délégation espagnole a formulé une réclamation qui a été rejetée par le jury .